# Cyber Team in Akihabara
Cyber Team in Akihabara (アキハバラ電脳組, Akiharabara Dennō Gumi) é um anime do gênero shoujo criado por Tsukasa Kotobuki e Satoru Akahori e exibido de 4 de abril de 1998 a 26 de setembro de 1998 na TBS, somando 26 episódios. Apesar ter como público alvo meninas jovens, sua audiência foi composta principalmente por homens mais velhos, gerando alguma surpresa para as companhias envolvidas com sua produção.

## Recepção
THEM anime deu à série três estrelas de cinco. Carlo Santos, do Anime News Network, classificou o primeiro volume de DVD da ADV Films, com um D para a dublagem e arte originais, um F para a dublagem em inglês, animação e história e um C- para a música.

## Músicas
- Abertura - Birth - Masami Okui
- Encerramento - Taiyou no Hanna - Masami Okui

## Mecha

### Divas
- Aphrodite' - nomeada em Afrodite
- Hestia - nomeada em Héstia
- Athena' - nomeada em Atena
- Amphitrite - nomeada em Anfitrite
- Erínias - nomeada em Erínias

### Homunculus
- Homúnculo

### Avatares
Os  Avatares são:
- Cerberus - nomeado em Cérbero
- Esqueleto - nomeado em Skeleton
- Cockatrice - nomeado em Cocatrice
- Cyclops - nomeado em Ciclope

### Apóstolos
Os  Apóstolos são:
- Astaroth - nomeado em Astaroth
- Asmodeus - nomeado em Asmodeus
- Beelzebub - nomeado em Belzebu
- Lucifer - nomeado em Lúcifer

## Seiyu
- Hibari Hanakoganei - Ryouka Shima
- Suzume Sakurajosui - Kozue Yoshizumi
- Tsugumi Higashijujo - Yuu Asakawa
- Kamome Sengakuji - Miki Nagasawa
- Tsubame Ootorii - Megumi Hayashibara
- Washu Ryugasaki/Christian Rosenkreuz - Hirotaka Suzuoki
- Jun Goutokuji - Chieko Honda
- Hatoko Daikanyama - Yumi Kakazu
- Soshigawa Miyama - Sakiko Tamagawa
- Cigogne Raispaile - Takuro Kitagawa
- Crane Van Streich - Kappei Yamaguchi

## Cyber Team in Akihabara e sua exibição no Brasil do Anime e do Filme
- O anime com todos 26 episodidos de TV começou a ser exibida no Brasil pela Locomotion no início de 2002, na sua parte de programação da TV por assinatura na época de quem tinha só Directv. A série de tevê foi exibida legendada e o filme teve uma exibição na Fox Kids, ficou somente o filme do anime que só passou uma única vez e teve uma versão brasileira com críticas positivas[carece de fontes?] feita nos estúdios da Audio News. Tal exibição gerou muitas especulações acerca da estreia do anime feitos para a TV dublada no canal ainda que tal fato nunca se consumou até o momento.

## O Filme
O filme foi produzido pela Production I.G. e se chamava Cyber Team in Akihabara: Summer Days of 2011.

## A Série
A série foi produzida pela TBS.
É um anime de Magical Girl com elementos de Mecha e Moe.